# Aliens Area
Aliens Area, estilizado como ALIENS AREA, es una serie de manga japonés escrito e ilustrado por Fusai Naba. Comenzó a serializarse en la revista Shūkan Shōnen Jump de Shūeisha el 6 de junio de 2022 hasta el 23 de octubre del mismo año.

## Sinopsis
Tatsumi Tatsunami, un chico de preparatoria que trabaja constantemente para mantener a sus dos hermanos pequeños él solo, un día se encuentra con Hajime Sharaku, un oficial del Gobierno de la Oficina de Seguridad Pública de la División de Asuntos Exteriores Sección 5 del Departamento de Policía de Tokio, el cual, luego de tener un altercado en su apartamento con Alienígenas, le revela que le fue implantada una sustancia la cual le dio una tecnología especial en su brazo derecho. De esta forma, Sharaku invita a Tatsunami a trabajar en su organización con la misión de resolver conflictos entre terrícolas y alienígenas, lo cual, este último acepta.

## Personajes
Tatsumi Tatsunami (立浪 辰己, Tatsunami Tatsumi?)
El primer protagonista principal. Perdió a sus padres en un incendio y necesita varios trabajos de medio tiempo para mantener a sus hermanos. En su brazo derecho posee una forma avanzada de tecnología alienígena, la cual le fue implantada por extraterrestres en algún punto. Esta cambia la tonalidad de su brazo a color negro y le permite alterar su forma a gran escala.
Luego de un incidente donde alienígenas desconocidos intentan atentar contra él debido a la tecnología de su brazo, Sharaku lo invita a ser su compañero en su equipo en la Sección 5 de la Oficina de Seguridad pública, a lo cual, este acepta luego de presenciar la resolución de un caso de secuestro alienígena. 
Hajime Sharaku (写楽 一, Sharaku Hajime?)
El Segundo protagonista principal. Es un investigador de la Sección 5 y líder del Equipo de investigación número 7. 
Posee un bastón el cual funciona como un táser y una muñequera que le otorga habilidades anti-gravedad. Siempre se le suele ver tranquilo, sin preocupaciones y con el control de la situación.

## Publicación
Aliens Area está escrito e ilustrado por Fusai Naba. La serie comenzó a publicarse en la revista Shūkan Shōnen Jump de Shūeisha el 6 de junio hasta el 23 de octubre de 2022. Inmediatamente, durante la publicación de su primer capítulo en la revista Shōnen Jump, apareció en la portada de la edición 27 de 2022.
VIZ Media y Manga Plus están publicando los capítulos de la serie en inglés simultáneamente con su lanzamiento en japonés.

## Recepción
Al revisar el primer capítulo, Rowan Grover de Multiversity Comics menciona que «Naba fue astuto al desarrollar temprano a Tatsumi porque el gancho original del manga es más difícil de vender», pero agregó que aun siendo interesante este desarrollo, no existe una motivación específica para Tatsumi que sea fuera de sobrevivir y cuidar a su familia, por lo que sintió un poco sin rumbo el final del primer capítulo. Todd Petrella de Screen Rant sintió que el capítulo piloto se apresuró, aunque señaló que probablemente se hizo para tratar de evitar una cancelación anticipada. A pesar de eso, elogió la premisa general.

## Otras lecturas
- Petrella, Todd (8 de junio de 2022). «Shonen Jump's New Manga Steals Luffy's First One Piece Devil Fruit Power». Screen Rant (en inglés).
- Green, Marcel (17 de junio de 2022). «Shonen Jump's New Series Has its Own Ultra-Powerful Men in Black». Screen Rant (en inglés).